# The Stranger (film, 2010)
Pour les articles homonymes, voir The Stranger.
Pour plus de détails, voir Fiche technique et Distribution.
The Stranger est un film américano-canadien réalisé par Robert Lieberman, sorti en 2010. 

## Synopsis
Un agent du F.B.I. poursuit le témoin matériel d'une enquête classée secret défense. Ce dernier souffre d'une amnésie qui l'empêche de retrouver toutes les pièces du puzzle. Une docteur lui vient en aide.

## Fiche technique
- Titre : The Stranger
- Réalisation : Robert Lieberman
- Scénario : Timothy Scott Bogart
- Musique : Peter Allen
- Photographie : Peter F. Woeste
- Montage : Jamie Alain
- Société de production : NGN Productions, Nasser Group, The Movie Network, NGN Fighter Productions et Intruder Films
- Pays :  Canada et  États-Unis
- Genre : Action et thriller
- Durée : 91 minutes
- Dates de sortie : 
  -  États-Unis : 1er juin 2010 (vidéo)

## Distribution
- Stone Cold Steve Austin : The Stranger (Tom)
- Erica Cerra : Dr. Grace Bishop
- Adam Beach : Mason Reese
- Ron Lea: le chef Picker
- Dalila Bela : la petite fille